# Pseudocraspedosoma alpivagum
Pseudocraspedosoma alpivagum är en mångfotingart som först beskrevs av Karl Wilhelm Verhoeff 1901.  Pseudocraspedosoma alpivagum ingår i släktet Pseudocraspedosoma och familjen Neoatractosomatidae. Inga underarter finns listade i Catalogue of Life.